# Murakeresztúr, Zala
Murakeresztúr (în croată Kerestur) este un sat în districtul Nagykanizsa, județul Zala, Ungaria, având o populație de 1.820 de locuitori (2011).

## Demografie
Componența etnică a satului Murakeresztúr
     Maghiari (71,86%)
     Croați (23,04%)
     Romi (4,15%)
     Necunoscut (0,38%)
     Germani (0,57%)
     Alții (0,38%)
Componența confesională a satului Murakeresztúr
     Fără religie (1,54%)
     Necunoscută (97,36%)
     Alte religii (1,54%)
Conform recensământului din 2011, satul Murakeresztúr avea 1.820 de locuitori. Din punct de vedere etnic, majoritatea locuitorilor (71,86%) erau maghiari, existând și minorități de croați (23,04%) și romi (4,15%). Apartenența etnică nu este cunoscută în cazul a 0,38% din locuitori. Nu există o religie majoritară, locuitorii fiind  și persoane fără religie (1,54%). Pentru 97,36% din locuitori nu este cunoscută apartenența confesională.